# Desbordesia
Genre
 Desbordesia est un genre de plantes à fleurs de la famille des Irvingiaceae.

## Liste d'espèces
Selon BioLib (15 août 2017) :
- Desbordesia glaucescens (Engl.) Tiegh.

Selon Catalogue of Life (15 août 2017) :
- Desbordesia maindroni (Desbordes, 1929)

Selon World Checklist of Selected Plant Families (WCSP) (15 août 2017) :
- Desbordesia glaucescens (Engl.) Tiegh., Ann. Sci. Nat., Bot., sér. 9 (1905)

Selon NCBI (15 août 2017) :
- Desbordesia glaucescens

Selon The Plant List (15 août 2017) :
- Desbordesia insignis Pierre

Selon Tropicos (15 août 2017) (Attention liste brute contenant possiblement des synonymes) :
- Desbordesia insignis Pierre
- Desbordesia pallida Tiegh.
- Desbordesia pierreana Tiegh.
- Desbordesia soyauxii Tiegh.
- Desbordesia spirei Tiegh.